# Campionat de França de rugbi a 15
El Campionat de França de rugbi a 15 (en francès Championnat de France de rugby à XV) és la màxima competició de rugbi a 15 al país. La màxima categoria s'anomena el Top 14 i està formada per 14 clubs. Anteriorment fou anomenada Top 16 i era composta per 16 equips. La segona divisió s'anomena Rugby Pro D2.
El vencedor del Campionat de França s'endú un trofeu anomenat el Bouclier de Brennus.

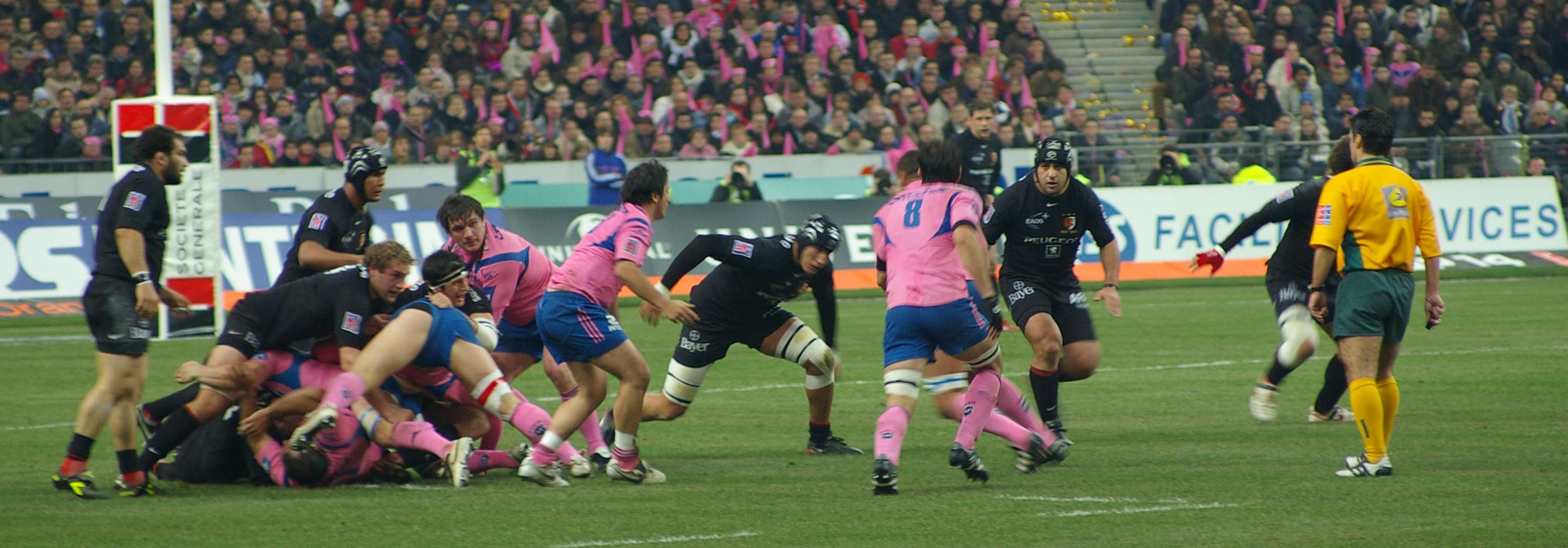
Stade Français - Stade Toulousain a l'Stade de France el 2007

## Història
La primera edició es disputà l'any 1892 sota l'organització de l'USFSA i fou guanyada pel Racing Club de France. L'àrbitre de la primera final fou Pierre de Coubertin. A les primeres edicions només hi van prendre part equips de París. L'any 1899 participà el primer club no parisenc, l'Stade Bordelais (de Bordeus). Aquest club, juntament amb l'Stade Français foren els grans dominadors. L'any 1914 va veure el primer títol de l'USAP. La competició es disputà anualment i es va interrompre durant la Primera Guerra Mundial entre 1915 i 1919. Durant aquests anys, en lloc del campionat de França es disputà la Coupe de l'Espérance disputada en la seva majoria per jugadors joves.

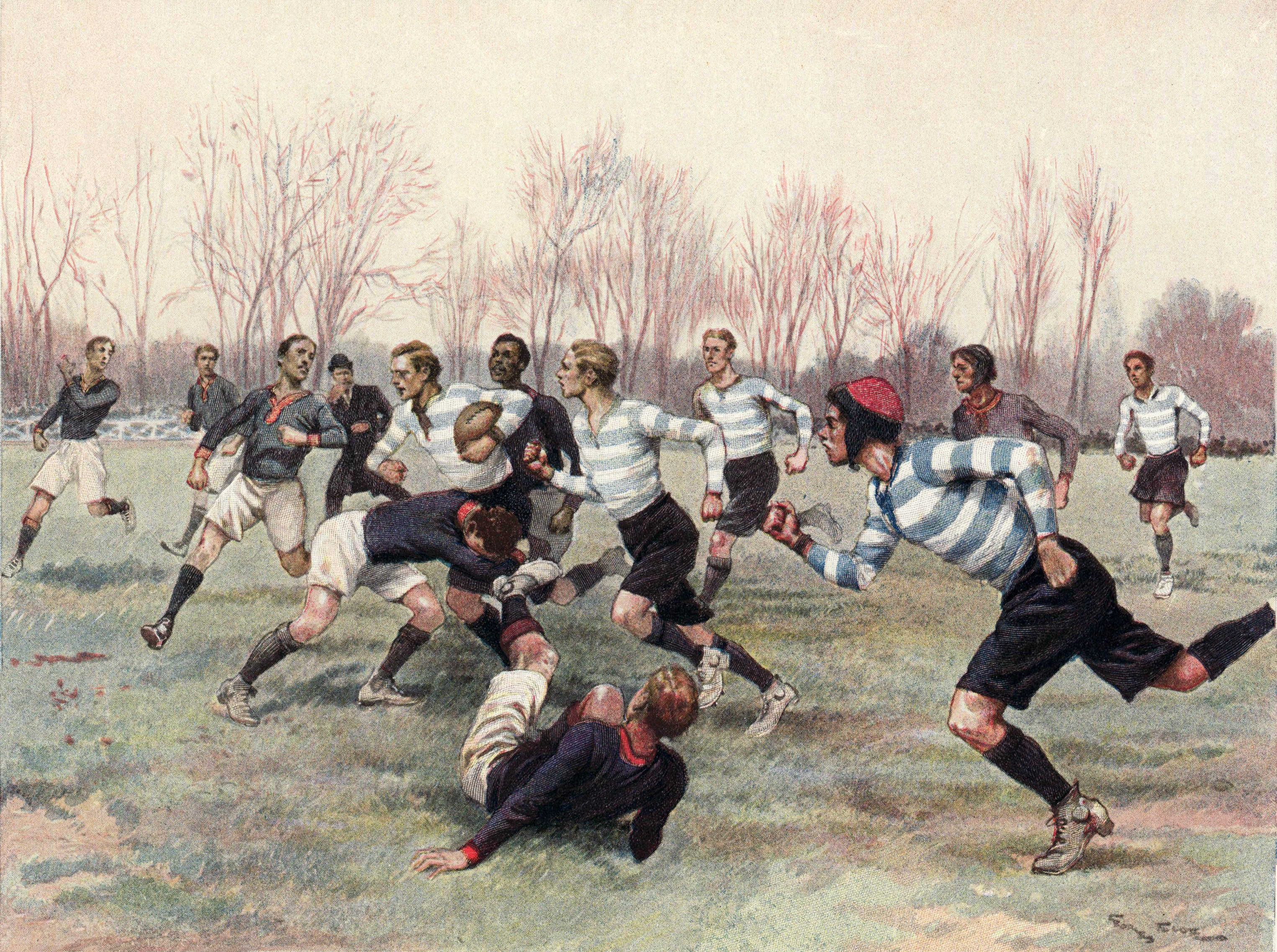
L'Stade Français als anys 1890
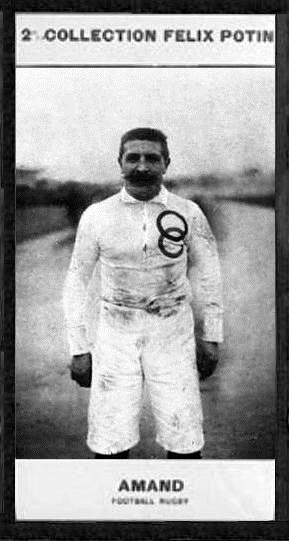
Henri Amand

La competició retornà el 1920 amb el triomf de l'Stadoceste Tarbais però el dominador de la competició fou l'Stade toulousain de Tolosa de Llenguadoc amb 5 títols durant la dècada, seguit per l'USAP amb dos. Els clubs d'Occitània es convertiren en els més importants del país. Des del 1921 fou organitzat per la Federació Francesa de Rugbi. A la dècada dels 30 totes les finals del campionat es disputaren a Tolosa o Bordeus. Durant la Segona Guerra Mundial el campionat es va tornar a interrompre. Després de la guerra la final es tornà a disputar a París, al Parc des Princes, durant quatre anys, però després es tornà a disputar a Tolosa, Bordeus i també a Lió. El club dominador durant els anys 50 fou el FC Lourdes.
Els anys 70 van veure l'aparició de l'AS Béziers amb 10 títols fins al 1984. A partir de 1974 la final es disputà sempre a París, al Parc dels Prínceps primer i a l'Stade de France des de 1998. Des d'aquest any és organitzat per la Ligue Nationale de Rugby. Als anys 90 el campionat esdevingué professional. L'Stade Toulousain i l'Stade Français dominaren la competició, amb l'aparició del Biarritz Olympique als anys 2000.

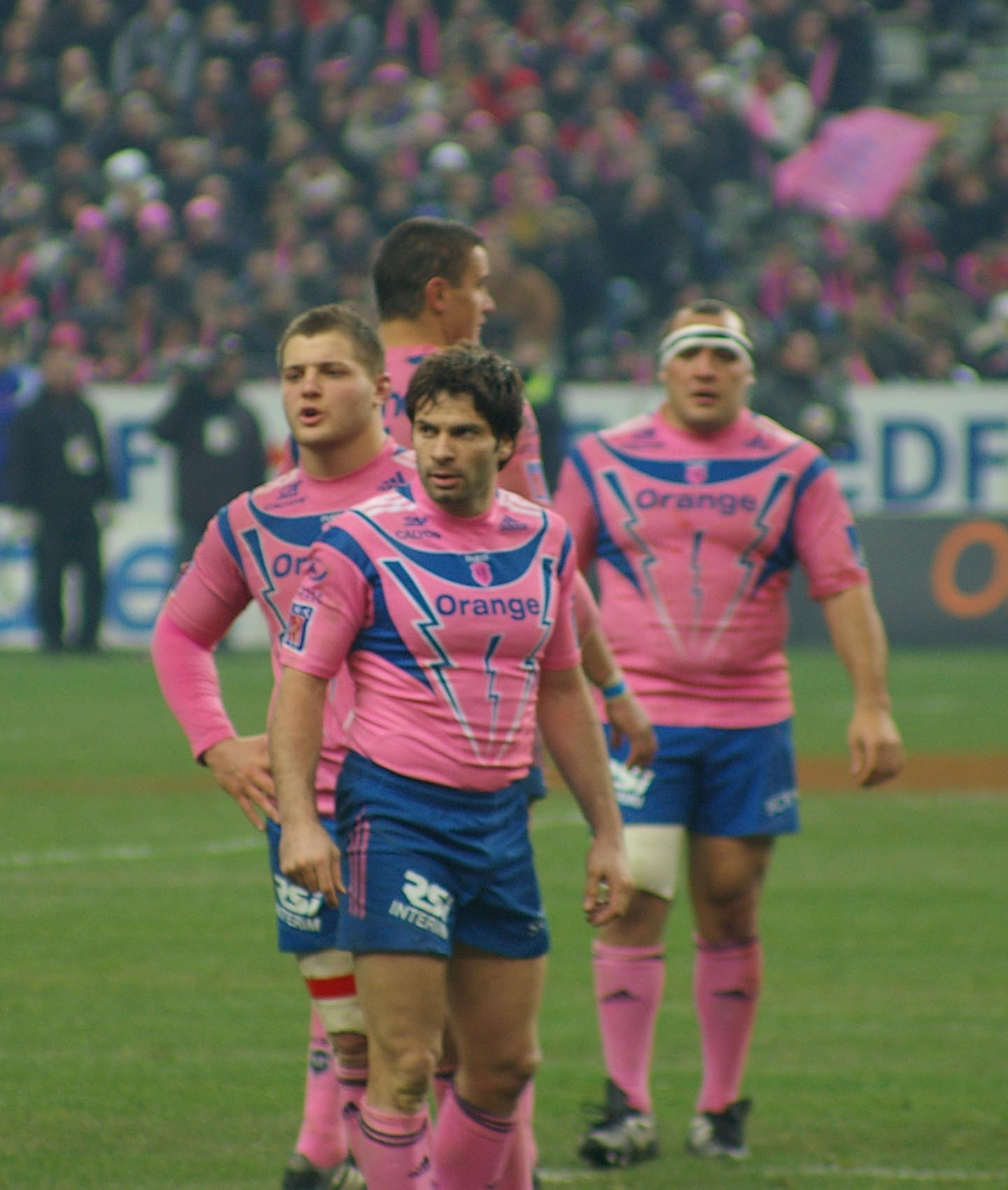
Christophe Dominici de l'Stade Français
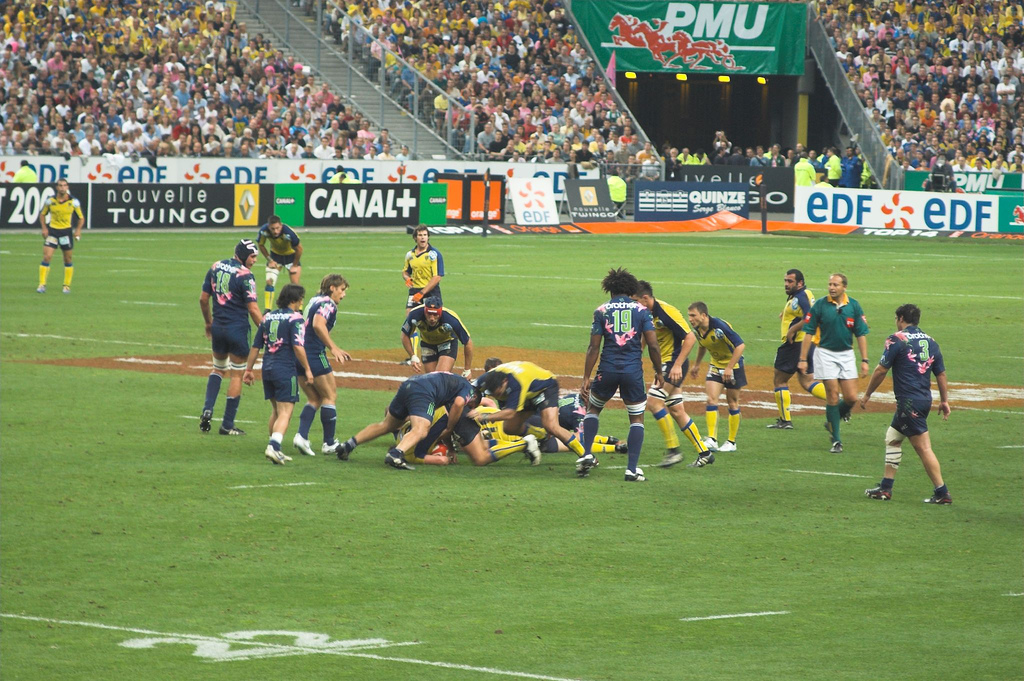
Final del 2007 entre ASM Clermont (groc) i Stade Français (blau)

## Historial
| Any         | Campió                                                                              | Marcador                                                                            | Finalista                                                                           | Seu                                                                                 | Espectadors                                                                         |
| ----------- | ----------------------------------------------------------------------------------- | ----------------------------------------------------------------------------------- | ----------------------------------------------------------------------------------- | ----------------------------------------------------------------------------------- | ----------------------------------------------------------------------------------- |
| 1892        | Racing Club de France                                                               | 4-3                                                                                 | Stade Français                                                                      | Bagatelle, París                                                                    | 2.000                                                                               |
| 1893        | Stade Français                                                                      | 7-3                                                                                 | Racing Club de France                                                               | Bécon-les-Bruyères                                                                  | 1.200                                                                               |
| 1894        | Stade Français                                                                      | 18-0                                                                                | Inter NOS                                                                           | Bécon-les-Bruyères                                                                  | 1.500                                                                               |
| 1895        | Stade Français                                                                      | 16-0                                                                                | Olympique de Paris                                                                  | Stade Vélodrome, Courbevoie                                                         | ...                                                                                 |
| 1896        | Olympique de Paris                                                                  | 12-0                                                                                | Stade Français                                                                      | Vélodrome, Courbevoie                                                               | ...                                                                                 |
| 1897        | Stade Français                                                                      | [ 2 ]                                                                               | Olympique de Paris                                                                  | ...                                                                                 | ...                                                                                 |
| 1898        | Stade Français                                                                      | [ 3 ]                                                                               | Racing Club de France                                                               | ...                                                                                 | ...                                                                                 |
| 1899        | Stade bordelais                                                                     | 5-3                                                                                 | Stade Français                                                                      | Route du Médoc, Le Bouscat                                                          | 3.000                                                                               |
| 1900        | Racing Club de France                                                               | 37-3                                                                                | Stade bordelais                                                                     | Levallois-Perret                                                                    | 1.500                                                                               |
| 1901        | Stade Français                                                                      | 0-3                                                                                 | Stade bordelais                                                                     | Route du Médoc, Le Bouscat                                                          | ...                                                                                 |
| 1902        | Racing Club de France                                                               | 6-0                                                                                 | Stade bordelais                                                                     | Parc des Princes, París                                                             | 1.000                                                                               |
| 1903        | Stade Français                                                                      | 16-8                                                                                | SOE Toulouse                                                                        | Prairie des Filtres, Tolosa                                                         | 5.000                                                                               |
| 1904        | Stade bordelais                                                                     | 3-0                                                                                 | Stade Français                                                                      | La Faisanderie, Saint-Cloud                                                         | 2.000                                                                               |
| 1905        | Stade bordelais                                                                     | 12-3                                                                                | Stade Français                                                                      | Route du Médoc, Le Bouscat                                                          | 6.000                                                                               |
| 1906        | Stade Bordelais                                                                     | 9-0                                                                                 | Stade Français                                                                      | Parc des Princes, París                                                             | 4.000                                                                               |
| 1907        | Stade bordelais                                                                     | 14-3                                                                                | Stade Français                                                                      | Route du Médoc, Le Bouscat                                                          | 12.000                                                                              |
| 1908        | Stade Français                                                                      | 16-3                                                                                | Stade bordelais                                                                     | Stade Yves-du-Manoir, Colombes                                                      | 10.000                                                                              |
| 1909        | Stade bordelais                                                                     | 17-0                                                                                | Stade Toulousain                                                                    | Stade des Ponts Jumeaux, Tolosa                                                     | 15.000                                                                              |
| 1910        | FC Lyon                                                                             | 13-8                                                                                | Stade bordelais                                                                     | Parc des Princes, París                                                             | 8.000                                                                               |
| 1911        | Stade bordelais                                                                     | 14-0                                                                                | SCUF                                                                                | Route du Médoc, Le Bouscat                                                          | 12.000                                                                              |
| 1912        | Stade Toulousain                                                                    | 8-6                                                                                 | Racing Club de France                                                               | Stade des Ponts Jumeaux, Tolosa                                                     | 15.000                                                                              |
| 1913        | Aviron Bayonnais                                                                    | 31-8                                                                                | SCUF                                                                                | Stade Yves-du-Manoir, Colombes                                                      | 20.000                                                                              |
| 1914        | AS Perpinyà                                                                         | 8-7                                                                                 | Stadoceste Tarbais                                                                  | Stade des Ponts Jumeaux, Tolosa                                                     | 15.000                                                                              |
| 1915 - 1919 | Degut a la I Guerra Mundial, el campionat fou reemplaçat per la Copa de l'Esperança | Degut a la I Guerra Mundial, el campionat fou reemplaçat per la Copa de l'Esperança | Degut a la I Guerra Mundial, el campionat fou reemplaçat per la Copa de l'Esperança | Degut a la I Guerra Mundial, el campionat fou reemplaçat per la Copa de l'Esperança | Degut a la I Guerra Mundial, el campionat fou reemplaçat per la Copa de l'Esperança |
| 1920        | Stadoceste Tarbais                                                                  | 8-3                                                                                 | Racing Club de France                                                               | Route du Médoc, Le Bouscat                                                          | 20.000                                                                              |
| 1921        | US Perpinyà                                                                         | 5-0                                                                                 | Stade Toulousain                                                                    | Parc des Sports de Sauclières, Besiers                                              | 20.000                                                                              |
| 1922        | Stade Toulousain                                                                    | 6-0                                                                                 | Aviron Bayonnais                                                                    | Route du Médoc, Le Bouscat                                                          | 20.000                                                                              |
| 1923        | Stade Toulousain                                                                    | 3-0                                                                                 | Aviron Bayonnais                                                                    | Stade Yves-du-Manoir, Colombes                                                      | 15.000                                                                              |
| 1924        | Stade Toulousain                                                                    | 3-0                                                                                 | US Perpinyà                                                                         | Parc Lescure, Bordeus                                                               | 20.000                                                                              |
| 1925        | US Perpinyà                                                                         | 5-0                                                                                 | US Carcassonne                                                                      | Maraussan, Narbona                                                                  | 20.000                                                                              |
| 1926        | Stade Toulousain                                                                    | 11-0                                                                                | US Perpinyà                                                                         | Parc Lescure, Bordeus                                                               | 25.000                                                                              |
| 1927        | Stade Toulousain                                                                    | 19-9                                                                                | Stade Français                                                                      | Stade des Ponts Jumeaux, Tolosa                                                     | 20.000                                                                              |
| 1928        | Section Paloise                                                                     | 6-4                                                                                 | US Quillan                                                                          | Stade des Ponts Jumeaux, Tolosa                                                     | 20.000                                                                              |
| 1929        | US Quillan                                                                          | 11-8                                                                                | FC Lézignan                                                                         | Stade des Ponts Jumeaux, Tolosa                                                     | 20.000                                                                              |
| 1930        | SU Agen                                                                             | 4-0 pròrroga                                                                        | US Quillan                                                                          | Parc Lescure, Bordeus                                                               | 28.000                                                                              |
| 1931        | RC Toulon                                                                           | 6-3                                                                                 | Lyon OU                                                                             | Parc Lescure, Bordeus                                                               | 10.000                                                                              |
| 1932        | Lyon OU                                                                             | 9-3                                                                                 | RC Narbonne                                                                         | Parc Lescure, Bordeus                                                               | 13.000                                                                              |
| 1933        | Lyon OU                                                                             | 10-3                                                                                | RC Narbonne                                                                         | Parc Lescure, Bordeus                                                               | 15.000                                                                              |
| 1934        | Aviron Bayonnais                                                                    | 13-8                                                                                | Biarritz olympique                                                                  | Stade des Ponts Jumeaux, Tolosa                                                     | 18.000                                                                              |
| 1935        | Biarritz Olympique                                                                  | 3-0                                                                                 | USAP Perpinyà                                                                       | Stade des Ponts Jumeaux, Tolosa                                                     | 23.000                                                                              |
| 1936        | RC Narbonne                                                                         | 6-3                                                                                 | AS Montferrand                                                                      | Stade des Ponts Jumeaux, Tolosa                                                     | 25.000                                                                              |
| 1937        | CS Vienne                                                                           | 13-7                                                                                | AS Montferrand                                                                      | Stade des Ponts Jumeaux, Tolosa                                                     | 17.000                                                                              |
| 1938        | USAP Perpinyà                                                                       | 11-6                                                                                | Biarritz Olympique                                                                  | Stade des Ponts Jumeaux, Tolosa                                                     | 24.600                                                                              |
| 1939        | Biarritz Olympique                                                                  | 6-0 pròrroga                                                                        | USAP Perpinyà                                                                       | Stade des Ponts Jumeaux, Tolosa                                                     | 23.000                                                                              |
| 1940 - 1942 | No es disputà per la II Guerra Mundial                                              | No es disputà per la II Guerra Mundial                                              | No es disputà per la II Guerra Mundial                                              | No es disputà per la II Guerra Mundial                                              | No es disputà per la II Guerra Mundial                                              |
| 1943        | Aviron Bayonnais                                                                    | 3-0                                                                                 | SU Agen                                                                             | Parc des Princes, París                                                             | 28.000                                                                              |
| 1944        | USAP Perpinyà                                                                       | 20-5                                                                                | Aviron Bayonnais                                                                    | Parc des Princes, París                                                             | 35.000                                                                              |
| 1945        | SU Agen                                                                             | 7-3                                                                                 | FC Lourdes                                                                          | Parc des Princes, París                                                             | 30.000                                                                              |
| 1946        | Section Paloise                                                                     | 11-0                                                                                | FC Lourdes                                                                          | Parc des Princes, París                                                             | 30.000                                                                              |
| 1947        | Stade Toulousain                                                                    | 10-3                                                                                | SU Agen                                                                             | Stade des Ponts Jumeaux, Tolosa                                                     | 25.000                                                                              |
| 1948        | FC Lourdes                                                                          | 11-3                                                                                | RC Toulon                                                                           | Stade des Ponts Jumeaux, Tolosa                                                     | 29.753                                                                              |
| 1949        | Castres Olympique                                                                   | 14-3                                                                                | Stade Montois                                                                       | Stade des Ponts Jumeaux, Tolosa                                                     | 23.000                                                                              |
| 1950        | Castres Olympique                                                                   | 11-8                                                                                | Racing Club de France                                                               | Stade des Ponts Jumeaux, Tolosa                                                     | 25.000                                                                              |
| 1951        | US Carmaux                                                                          | 14-12 pròrroga                                                                      | Stadoceste Tarbais                                                                  | Stadium Municipal, Tolosa                                                           | 39.450                                                                              |
| 1952        | FC Lourdes                                                                          | 20-11                                                                               | USAP Perpinyà                                                                       | Stadium Municipal, Tolosa                                                           | 32.500                                                                              |
| 1953        | FC Lourdes                                                                          | 21-16                                                                               | Stade Montois                                                                       | Stadium Municipal, Tolosa                                                           | 32.500                                                                              |
| 1954        | FC Grenoble                                                                         | 5-3                                                                                 | US Cognac                                                                           | Stadium Municipal, Tolosa                                                           | 34.230                                                                              |
| 1955        | USAP Perpinyà                                                                       | 11-6                                                                                | FC Lourdes                                                                          | Parc Lescure, Bordeus                                                               | 39.764                                                                              |
| 1956        | FC Lourdes                                                                          | 20-0                                                                                | US Dax                                                                              | Stadium Municipal, Tolosa                                                           | 38.426                                                                              |
| 1957        | FC Lourdes                                                                          | 16-13                                                                               | Racing Club de France                                                               | Stade Gerland, Lió                                                                  | 30.000                                                                              |
| 1958        | FC Lourdes                                                                          | 25-8                                                                                | SC Mazamet                                                                          | Stadium Municipal, Tolosa                                                           | 37.164                                                                              |
| 1959        | Racing Club de France                                                               | 8-3                                                                                 | Stade Montois                                                                       | Parc Lescure, Bordeus                                                               | 31.098                                                                              |
| 1960        | FC Lourdes                                                                          | 14-11                                                                               | AS Béziers                                                                          | Stadium Municipal, Tolosa                                                           | 37.200                                                                              |
| 1961        | AS Béziers                                                                          | 6-3                                                                                 | US Dax                                                                              | Stade de Gerland, Lió                                                               | 35.000                                                                              |
| 1962        | SU Agen                                                                             | 14-11                                                                               | AS Béziers                                                                          | Stadium Municipal, Tolosa                                                           | 37.705                                                                              |
| 1963        | Stade Montois                                                                       | 9-6                                                                                 | US Dax                                                                              | Parc Lescure, Bordeus                                                               | 39.000                                                                              |
| 1964        | Section Paloise                                                                     | 14-0                                                                                | AS Béziers                                                                          | Stadium Municipal, Tolosa                                                           | 27.797                                                                              |
| 1965        | SU Agen                                                                             | 15-8                                                                                | CA Brive                                                                            | Stade Gerland, Lió                                                                  | 28.758                                                                              |
| 1966        | SU Agen                                                                             | 9-8                                                                                 | US Dax                                                                              | Stadium Municipal, Tolosa                                                           | 28.803                                                                              |
| 1967        | US Montauban                                                                        | 11-3                                                                                | CA Béglais                                                                          | Parc Lescure, Bordeus                                                               | 32.115                                                                              |
| 1968        | FC Lourdes                                                                          | 9-9 pròrroga                                                                        | RC Toulon                                                                           | Stadium Municipal, Tolosa                                                           | 28.526                                                                              |
| 1969        | CA Béglais                                                                          | 11-9                                                                                | Stade Toulousain                                                                    | Stade Gerland, Lió                                                                  | 22.191                                                                              |
| 1970        | La Voulte Sportif                                                                   | 3-0                                                                                 | AS Montferrand                                                                      | Stadium Municipal, Tolosa                                                           | 35.000                                                                              |
| 1971        | AS Béziers                                                                          | 15-9 pròrroga                                                                       | RC Toulon                                                                           | Parc Lescure, Bordeus                                                               | 27.737                                                                              |
| 1972        | AS Béziers                                                                          | 9-0                                                                                 | CA Brive                                                                            | Stade Gerland, Lió                                                                  | 31.161                                                                              |
| 1973        | Stadoceste Tarbais                                                                  | 18-12                                                                               | US Dax                                                                              | Stadium Municipal, Tolosa                                                           | 26.952                                                                              |
| 1974        | AS Béziers                                                                          | 16-14                                                                               | RC Narbonne                                                                         | Parc des Princes, París                                                             | 40.609                                                                              |
| 1975        | AS Béziers                                                                          | 13-12                                                                               | CA Brive                                                                            | Parc des Princes, París                                                             | 39.991                                                                              |
| 1976        | SU Agen                                                                             | 13-10 pròrroga                                                                      | AS Béziers                                                                          | Parc des Princes, París                                                             | 40.300                                                                              |
| 1977        | AS Béziers                                                                          | 12-4                                                                                | USAP Perpinyà                                                                       | Parc des Princes, París                                                             | 41.821                                                                              |
| 1978        | AS Béziers                                                                          | 31-9                                                                                | AS Montferrand                                                                      | Parc des Princes, París                                                             | 42.004                                                                              |
| 1979        | RC Narbonne                                                                         | 10-0                                                                                | Stade Bagnérais                                                                     | Parc des Princes, París                                                             | 41.981                                                                              |
| 1980        | AS Béziers                                                                          | 10-6                                                                                | Stade Toulousain                                                                    | Parc des Princes, París                                                             | 43.350                                                                              |
| 1981        | AS Béziers                                                                          | 22-13                                                                               | Stade Bagnérais                                                                     | Parc des Princes, París                                                             | 44.106                                                                              |
| 1982        | SU Agen                                                                             | 18-9                                                                                | Aviron Bayonnais                                                                    | Parc des Princes, París                                                             | 41.165                                                                              |
| 1983        | AS Béziers                                                                          | 14-6                                                                                | RRC Nice                                                                            | Parc des Princes, París                                                             | 43.100                                                                              |
| 1984        | AS Béziers                                                                          | 21-21 pròrroga                                                                      | SU Agen                                                                             | Parc des Princes, París                                                             | 44.076                                                                              |
| 1985        | Stade Toulousain                                                                    | 36-22 pròrroga                                                                      | RC Toulon                                                                           | Parc des Princes, París                                                             | 37.000                                                                              |
| 1986        | Stade Toulousain                                                                    | 16-6                                                                                | SU Agen                                                                             | Parc des Princes, París                                                             | 45.145                                                                              |
| 1987        | RC Toulon                                                                           | 15-12                                                                               | Racing Club de France                                                               | Parc des Princes, París                                                             | 48.000                                                                              |
| 1988        | SU Agen                                                                             | 9-3                                                                                 | Stadoceste Tarbais                                                                  | Parc des Princes, París                                                             | 48.000                                                                              |
| 1989        | Stade Toulousain                                                                    | 18-12                                                                               | RC Toulon                                                                           | Parc des Princes, París                                                             | 48.000                                                                              |
| 1990        | Racing Club de France                                                               | 22-12 pròrroga                                                                      | SU Agen                                                                             | Parc des Princes, París                                                             | 45.069                                                                              |
| 1991        | CA Bordeaux-Bègles Gironde                                                          | 19-10                                                                               | Stade Toulousain                                                                    | Parc des Princes, París                                                             | 48.000                                                                              |
| 1992        | RC Toulon                                                                           | 19-14                                                                               | Biarritz Olympique                                                                  | Parc des Princes, París                                                             | 48.000                                                                              |
| 1993        | Castres Olympique                                                                   | 14-11                                                                               | FC Grenoble                                                                         | Parc des Princes, París                                                             | 48.000                                                                              |
| 1994        | Stade Toulousain                                                                    | 22-16                                                                               | AS Montferrand                                                                      | Parc des Princes, París                                                             | 48.000                                                                              |
| 1995        | Stade Toulousain                                                                    | 31-16                                                                               | Castres Olympique                                                                   | Parc des Princes, París                                                             | 48.615                                                                              |
| 1996        | Stade Toulousain                                                                    | 20-13                                                                               | CA Brive                                                                            | Parc des Princes, París                                                             | 48.162                                                                              |
| 1997        | Stade Toulousain                                                                    | 12-6                                                                                | CS Bourgoin-Jallieu                                                                 | Parc des Princes, París                                                             | 44.000                                                                              |
| 1998        | Stade Français                                                                      | 34-7                                                                                | USA Perpinyà                                                                        | Stade de France, Saint-Denis                                                        | 78.000                                                                              |
| 1999        | Stade Toulousain                                                                    | 15-11                                                                               | AS Montferrand                                                                      | Stade de France, Saint-Denis                                                        | 78.000                                                                              |
| 2000        | Stade Français                                                                      | 28-23                                                                               | US Colomiers                                                                        | Stade de France, Saint-Denis                                                        | 45.000                                                                              |
| 2001        | Stade Toulousain                                                                    | 34-22                                                                               | AS Montferrand                                                                      | Stade de France, Saint-Denis                                                        | 78.000                                                                              |
| 2002        | Biarritz Olympique                                                                  | 25-22 pròrroga                                                                      | SU Agen                                                                             | Stade de France, Saint-Denis                                                        | 78.457                                                                              |
| 2003        | Stade Français                                                                      | 32-18                                                                               | Stade Toulousain                                                                    | Stade de France, Saint-Denis                                                        | 78.000                                                                              |
| 2004        | Stade Français                                                                      | 38-20                                                                               | USAP Perpinyà                                                                       | Stade de France, Saint-Denis                                                        | 79.722                                                                              |
| 2005        | Biarritz Olympique                                                                  | 37-34 pròrroga                                                                      | Stade Français                                                                      | Stade de France, Saint-Denis                                                        | 79.475                                                                              |
| 2006        | Biarritz Olympique                                                                  | 40-13                                                                               | Stade Toulousain                                                                    | Stade de France, Saint-Denis                                                        | 79.474                                                                              |
| 2007        | Stade Français                                                                      | 23-18                                                                               | ASM Clermont Auvergne                                                               | Stade de France, Saint-Denis                                                        | 79.654                                                                              |
| 2008        | Stade Toulousain                                                                    | 26-20                                                                               | ASM Clermont Auvergne                                                               | Stade de France, Saint-Denis                                                        | 79.793                                                                              |
| 2009        | USA Perpinyà                                                                        | 22-13                                                                               | ASM Clermont Auvergne                                                               | Stade de France, Saint-Denis                                                        | 79.205                                                                              |
| 2010        | ASM Clermont Auvergne                                                               | 19-6                                                                                | USA Perpinyà                                                                        | Stade de France, Saint-Denis                                                        | 79.262                                                                              |
| 2011        | Stade Toulousain                                                                    | 15-10                                                                               | Montpellier Hérault rugby                                                           | Stade de France, Saint-Denis                                                        | 78.000                                                                              |
| 2012        | Stade Toulousain                                                                    | 18-12                                                                               | RC Toulon                                                                           | Stade de France, Saint-Denis                                                        | 79.612                                                                              |
| 2013        | Castres Olympique                                                                   | 19-14                                                                               | RC Toulon                                                                           | Stade de France, Saint-Denis                                                        | 80.033                                                                              |
| 2014        | RC Toulon                                                                           | 18-10                                                                               | Castres Olympique                                                                   | Stade de France, Saint-Denis                                                        | 80.174                                                                              |
| 2015        | Stade Français                                                                      | 12-6                                                                                | Clermont Auvergne                                                                   | Stade de France, Saint-Denis                                                        | 79.000                                                                              |
| 2016        | Racing Club de France                                                               | 29-21                                                                               | RC Toulon                                                                           | Camp Nou, Barcelona                                                                 | 99.124                                                                              |
| 2017        | Clermont Auvergne                                                                   | 22-16                                                                               | RC Toulon                                                                           | Stade de France, Saint-Denis                                                        | 79.771                                                                              |
| 2018        | Castres Olympique                                                                   | 29-13                                                                               | Montpellier HRC                                                                     | Stade de France, Saint-Denis                                                        | 78.441                                                                              |
| 2019        | Stade Toulousain                                                                    | 24-18                                                                               | ASM Clermont Auvergne                                                               | Stade de France, Saint-Denis                                                        | 79.000                                                                              |
| 2020        | Temporada cancel·lada a causa de la pandèmia de la COVID-19                         | Temporada cancel·lada a causa de la pandèmia de la COVID-19                         | Temporada cancel·lada a causa de la pandèmia de la COVID-19                         | Temporada cancel·lada a causa de la pandèmia de la COVID-19                         | Temporada cancel·lada a causa de la pandèmia de la COVID-19                         |
| 2021        | Stade Toulousain                                                                    | 18-8                                                                                | Stade Rochelais                                                                     | Stade de France, Saint-Denis                                                        | 14.000                                                                              |
| 2022        | Montpellier HRC                                                                     | 29-10                                                                               | Castres Olympique                                                                   | Stade de France, Saint-Denis                                                        | 80.000                                                                              |
| 2023        | Final a definir                                                                     | Final a definir                                                                     | Final a definir                                                                     | Final a definir                                                                     | Final a definir                                                                     |

## Mitjans de comunicació
- Canal+ França